# Pattantyús Ádám
Pattantyús Ádám (Nagykőrös, 1978. október 10. –) olimpikon magyar asztaliteniszező.
Tízévesen kezdett asztaliteniszezni. Utánpótlás játékosként a BVSC versenyzője volt. Az 1993-as ljubljanai serdülő Európa-bajnokságon csapatban 13. volt. Az ifi korosztályban 1995-ben csapatban negyedik volt a hágai Eb-n. Az egyéni versenyben a 16 között esett ki. A következő évben az ifik európai TOP 12 versenyén hetedik lett. A korosztályos kontinensviadalon csapatban 11. volt. Egyéniben és vegyes párosban a legjobb nyolcig jutott.
Felnőtt versenyzőként német és osztrák csapatokban szerepelt. (Rosenheim, Flötzersteig Wien, Gumpoldskirchen. 2007-től az osztrák Stockerau) 2004-ben bronzérmet szerzett egyesben a magyar bajnokságon. A győri főiskolai vb-n harmadik volt csapatban. 2008-ban ismét a dobogó harmadik fokára állhatott az egyéni ob-n. A következő évben a hazai TOP 12 versenyen az elődöntőbe jutott. 2010-ben tagja volt a csapat-világbajnokságon nyolcadik helyezést elért válogatottnak. Ekkor 274. volt a világranglistán. Ugyanebben az évben megnyerte a magyar TOP 12 versenyt. 2011-ben az Európa-bajnokságon csapatban volt hatodik. A magyar bajnokságban második volt párosban. A következő évben a csapat világbajnokságon 17. lett. Az ob-n párosban szerzett bronzérmet. Az európai kvalifikációs versenyen szerzett olimpiai kvótát. Ekkor vezette a magyar ranglistát. A világranglistán 80. volt júniusban. Az olimpián az első fordulóban kikapott ausztrál ellenfelétől és kiesett. Az októberi Európa-bajnokságon egyesben a főtábla második fordulójában kiesett. Párosban a szlovén Sas Lasannal a 32-ig jutott.
A 2013-as egyéni világbajnokságon egyesben és vegyes párosban (Póta) is a második fordulóban (legjobb 64 között) esett ki. Az európa-bajnokságon az első fordulóban kiesett. 2014-ben a csapat világbajnokságon 21. lett. A 2014-es csapat Európa-bajnokságon 10. helyezést ért el. A decemberi világranglistán 88. volt.
2015-ben a világbajnokságon párosban (Lakatos Tamás) nem jutottak túl a selejtezőn. Egyesben az első fordulóban  világranglitsa 10., tajvani Csuangotmajd a 49. Adrian Crisant verte meg. Végül a 3. fordulóban kiesett. A vb után 63. volt a világranglistán. 
A 2015-ös Európa-bajnokságon csapatban 11. lett. Egyesben és párosban (Panajotisz Jonisz) az első fordulóban kiesett.
A 2016. évi nyári olimpiai játékokon a 2. fordulóban búcsúzott, miután 4:0 (13:11, 11:3, 13:11, 11:3) arányban kikapott a katari színekben induló Li Pingtől.

## Díjai, elismerései
- Kiváló Ifjúsági Sportoló (1995)
- Az év magyar asztaliteniszezője (2014,[8] 2015,[9] 2016[10])